# Voorproever
Een voorproever is een persoon die vooraf de maaltijden proeft van personen die menen dat er veiligheidsrisico's, specifiek vergiftiging, kleven aan het nuttigen van de maaltijd. Voorproevers bestaan reeds sinds de oudheid. In Rome, waar de functie vaak door een slaaf vervuld werd, heette deze voorproever praegustator.
Ook tegenwoordig bestaat het beroep van voorproever nog. Tijdens een diner van de Amerikaanse president Barack Obama in Parijs in 2009 werden de gerechten in de keuken getest door iemand uit Obama's gevolg.
Voorproevers kunnen verschillende functies vervullen:
- De mate van veiligheid van het voedsel kan ingeschat worden door te bekijken of de voorproever ziek wordt. Probleem hierbij is uiteraard dat traagwerkende vergiften of giffen die pas na een lange tijd waarneembare symptomen geven op deze manier niet opgemerkt kunnen worden. Zo zou een voorproever Aleksandr Litvinenko niet gered kunnen hebben, die met het traagwerkende maar onomkeerbare vergif polonium vergiftigd werd. Ook bij vergiftiging door accumulatie van het vergif gedurende een langere periode zijn voorproevers minder effectief.
- Ook is het mogelijk om de voorproever tevens verantwoordelijk te maken voor de bereiding.  Het idee hierachter is dat deze persoon, wetende dat hij ook zelf de maaltijd zal moeten consumeren, extra voorzichtig is in het zorg dragen dat niemand de maaltijd kan vergiftigen.
- Tot slot kon de voorproever gebruikt worden in de bewijsvoering van vergiftiging.  Als de persoon voor wie voorgeproefd werd wel ziek werd, maar de voorproever niet, dan zou dat een aanwijzing voor een alternatieve verklaring kunnen zijn.  Tegenwoordig speelt deze functie geen rol meer, omdat de toxicologie veel beter in staat is om achteraf de oorzaak van ziekte of dood te achterhalen, of in elk geval bepaalde bekende vergiften als oorzaak uit te sluiten.